# کریچو
کریچو (به انگلیسی: Kericho) شهری در استان ریفت والی واقع در کشور کنیا است که در سال ۱۹۹۹ میلادی ۸۲٫۱۲۶ نفر جمعیت داشته و جمعیت آن در سال ۲۰۰۵ میلادی به ۱۰۷٫۹۴۱ نفر رسیده‌است.